# 粵東系
粤东地区主要有潮汕文化、客家文化。
潮汕文化以潮州、汕头、揭陽三市的各縣为代表；

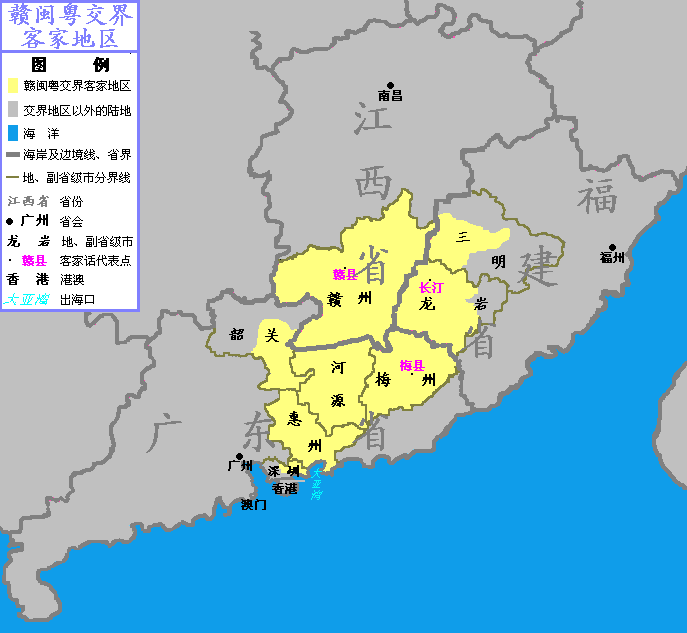
贛閩粵客家地区（客家中心区）

客家文化以舊惠州府地區各縣市、今梅州市等地为代表，至於潮汕文化和客家文化都是在汕尾市四縣市區分佈，且涇渭分明。
而在文化方面研究的粤东系，主要指客家方言粤东系，尤以舊惠州府地區各縣市、與今梅州市等地及其周边縣市的客家文化为主。

## 客家文化
粵東地区客家文化分为先来客、后来客两个语腔系统类别。這裡的客家話方言腔調包括：老惠城话、水源音、尖米话、惠阳话、海陆腔客家話、梅州话等。先来客的客家语又称水源音系，后来客的客家语又称粤东音系，但两者均分布于粤东地区（广东省东部）。其中台灣所稱的四县腔客家話非常類似梅州话；海陆腔則非常類似惠州客家话、還有惠阳话、半山客家話等，都属于粤东音系；河源市水源音、博罗县水源音、老惠城话等等属于水源音系。

### 惠州
- 惠州是粤东地区客家文化重要的代表城市。著名的客家菜（又称东江菜），即成型于旧惠州府地域内。盐焗鸡、梅菜扣肉、长乐酿豆腐，为其中的代表菜。

- 旧惠州府是海外客家籍华侨的主要原籍地之一，也是台湾客家语两大语腔之一的海陆腔的来源地。海陆腔在台湾又称惠州话，它主要由旧惠州府籍移民带到台湾。

- 由于客家饮食、客家形成、海陆语腔，都与旧惠州府及今惠州市的地域息息相关。现今惠州市范围内的客家语系次方言较繁杂，有老惠城话、博罗话（亦称蛇佬话）、惠东口音（最接近于台湾海陆腔）、惠阳口音（较接近于台湾粤东语四海话）、尖米话等。在惠州市境内的各种客家语系次方言中，尤以惠阳口音为客家方言粤东系的语腔典型。

### 惠阳话
惠阳客家话是客家方言粤东系的代表口音。它主要由程乡、长乐一带移民带来，在与旧归善县当地的土音碰撞之后，形成这种惠阳语腔。惠阳口音与目前台湾综合四县腔、海陆腔而形成的四海话，最为接近。惠阳口音与台灣客家语系的代表口音四縣话（也同樣接近梅州花話）可以顺畅交流，两者主要的差异是惠阳口音稍显硬朗、梅州口音则较为温柔。此外在声调、韵母等方面，两者均无大差异。

### 惠州话(海陆腔)
海陆客家话原来叫惠州话，有滨海腔、内陆腔之别。滨海海陆腔较接近今日海陆丰地区（汕尾市）之陆河话，因海陆丰地区属于沿海地带，故称滨海腔；内陆海陆腔与今日中国大陆河源市之水源音更为相似，因河源一带地方处于内陆地带，故称内陆腔。由于内陆腔有向滨海腔靠拢的趋势，因此也把内陆腔称为老派腔，滨海腔称为新派腔。不过并非新派滨海腔取代了老派内陆腔。虽然叫做老派腔也只是因为其生存前景稍逊的缘故，事实上新派滨海腔从来就是存在的。

### 水源音
水源音为粤东先客，属于客家语系的一支。俗谓邪佬（siá畲）、蛇佬话，分布东江流域。水源音是东江流域中上游地区的一个客家腔調，主要分布于惠州和河源市，处于客家话粤中片包围之中，有的学者直接将其并入客家语粤中片，有的学者主张将其独立划为客家语东江片。传说其源于赣南东江水源地，故称“水源音”。呈方言岛状分布于客家地区（广东省境内东江上游一带），具有明显的客家方言特征，总称水源音群。水源音群也有次方言，如：广东省惠州市博罗县的蛇声、广东省河源市的水源声、大埔县蛇罗语、兴宁县蛇话、新丰县水源音等。另外，有一部分人认为惠州市区的老惠城话也属于水源音群，但也有把老惠城话单独列为客家方言系的一个片区。 

### 梅州
- 梅州是粤东地区客家文化重要的代表城市，梅州市区（梅江区、梅县区）有100多万人口均使用客家语统一标准音的梅州话作为日常用语言，故被尊称为“世界客都”，這個腔調也非常類似台灣四縣腔客語。梅州著名的客家菜以梅州盐焗鸡、三杯鸭、酿苦瓜、梅菜扣肉、长乐酿豆腐等，为其中的代表菜。

- 梅州历史沿革概述：南齐永明元年（483）析义招县设程乡县，南汉乾和三年（945）升程乡为敬州，北宋开宝四年（971）因避宋太祖祖父赵敬之讳，改敬州为梅州。

梅州地区最早的行政建置可以追溯到秦始皇三十三年（214BC）的揭阳戍。东晋咸和六年（331年）析龙川县设兴宁县，治所在今五华县华城镇，属东官郡。东晋义熙九年（413年）析海阳县设义招县。清雍正十一年（1733），程乡县升格为嘉应直隸州，並划惠州府兴宁县、长乐县来属。1970年设为梅县地区，1988年升格为地级市，定名為梅州市。现梅州市地域即由源于嘉应直隸州各縣，及源自旧潮州府的大埔、丰顺所組成。其中，宋元时期的程乡县地域可包含今梅县区、梅江区、蕉岭县、平远县。
梅州市今日管辖有梅江区、梅县区、兴宁市、五华、丰顺、大埔、平远、蕉岭等，共5县1市2区。

### 梅州话
- 梅州话的地位：清语言大师章太炎先生《客方言·序》中说：广东称客籍者，以嘉應诸县为正宗，客家语是以采用梅州市区（梅江区、梅县区）的梅城口音的梅州话作为全球统一的客语标准音。台湾四县腔由原籍清代嘉应州的州直轄地區（今梅州市梅江區與梅县区）、以及州屬的镇平（今蕉岭）、平远、兴宁、長樂等四个县的移民带来。然而台湾长乐腔客家話雖源于今五华县中南部的琴江流域，但目前已经退出个人家庭。四县腔的原乡（梅州市梅县区、蕉岭县、平远县、兴宁市）使用非常類似今日梅州话的腔調，这种腔被认为是非常接近的客家話的梅州标准腔。梅州腔客家話與其他粵東各腔調客家話般，同樣都保存了許多的隋唐语汇和音韵，专家发现，客家话中有不少隋唐时期的书面用语，并保留了大量唐宋时期的古汉语音韵。故被称为汉语的“活化石”。

- 梅州腔客家话與台灣四縣腔客家話非常相近，也都确确实实是作为全球的统一客语标准音语言，全球各地民间，都有不少人认为梅州的语腔是客语的标准音语言，称其为“圈中语”。客家语系的标准音是梅州话，粤东地区的客家语都是以梅州口音为典型代表。梅州话作为客家语系中保存较多中原古语的一种方言，其在学术界的价值（地位）仍然不容撼动。

### 半山客（半山鶴）
半山客家話，指饶平縣北部客家鄉鎮、與福建诏安縣山區客家鄉鎮，及其周边的平和、丰顺等地客家鄉鎮的客语，台湾的新派海陆腔（滨海腔）也属于半山客的一種。半山客是指受闽南语系各次方言影响较深的客家腔調。在闽语文化背景影響下，多称為半山客，在非闽语为主流的地区被认为应称半山鹤，使用此类客家语者则自称俚话或者黎声。

### 其它语腔
客家方言粤东系其它语腔还有长乐腔（琴江话）、大埔腔、永定腔、汀州腔（属于福建省）、大鹏话（香港、深圳）、尖米话、围头话、老惠城话、兴宁话等。深圳市本地方言主要为惠阳话（龙岗区）、大鹏话、围头话（宝安区）。另外，今中国广东省惠州市区的老惠城话，有人认为它属于水源音群的分支，但也有把它单独列为客家方言系的一个次方言（独立片区）。兴宁话有时被归类为四县腔，实际与其余三县（程乡、镇平、平远）的语腔差别较大，似乎可以单独成为一个片区。

## 粤东地理
现在粤东范围的概念，是旧时广东省东路的概念的延续。旧时粤是指岭南。两广又叫做两粤，以往粤西即指广西，粤东即指广东。但后来粤字慢慢变成广东的專用简称，粵西反而是指廣東省的西部，所以粤东就多了广东东部的意思。

### 行政区划渊源
清康熙十三年末（1675）广东省分有广肇道、高罗道、雷廉道、南韶道、惠潮道、海南道。清康熙二十二年（1683）广西省设有苍梧道、右江道、左江道。广东省又分为四路：
- 东路指惠潮道，驻惠州府。雍正十一年（1733）增辖嘉应州，更名惠潮嘉道。相当于今广东省东部地区。

- 西路包括广肇道、高罗道。广肇道驻肇庆府，光绪三十一年(1905)广州府、佛冈厅、赤溪厅来属，高州府另属，更名广肇罗道，移驻广州府。高罗道驻高州府，雍正八年（1730）置高廉雷道，廉州府、雷州府来属，罗定州另属。相当于今广东省中西部地区。

- 南路包括雷廉道、海南道。康熙十三年末（1675）置雷廉道，驻廉州府，领雷州府、廉州府。海南道辖琼州，光绪三十一年（1905）更名琼崖道。

- 北路指南韶道，驻韶州府。乾隆二十年（1755）更名南韶连道。相当于今广东省北部地区。

### 粤中地带
俗以广东省广肇罗道西部的肇庆府、罗定州，及广西省苍梧道南部的梧州府、郁林州等四个州府为粤中地区，为两广中间之意。因广东省西路地处两广之间，其中肇庆府是当时的两广总督府所在地。

## 粤东经济
在经济区划分上，粤东分属东翼经济带珠三角经济区、山区经济带。东翼经济带指潮州、汕头、揭阳、汕尾四地市；粵東属于珠三角经济区的城市有深圳、惠州；山区经济带指梅州、河源两地市。其中，潮州、汕头、揭阳、汕尾、梅州等五市，另作为珠三角经济区与海峡西岸经济区的协作示范区。